# Sexmo de Navalmanzano

Mapa de los municipios que componen la Comunidad de Villa y Tierra de Cuéllar. El sexmo de Navalmanzano aparece coloreado en azul.

El Sexmo de Navalmanzano es uno de los seis sexmos en que se divide la Comunidad de Villa y Tierra de Cuéllar, circunscrita en su mayor parte a la provincia de Segovia, a excepción de algunas localidades de los sexmos de Valcorba y Montemayor que pertenecen a la provincia de Valladolid en la actual comunidad autónoma de Castilla y León (España).
Se encontraba al sur de la comunidad, y hoy día esta división histórica está integrada por las localidades de Navalmanzano, Zarzuela del Pinar, Sanchonuño, Gomezserracín, Campo de Cuéllar, Chatún, Pinarejos, San Martín y Mudrián, y Navas de Oro, siendo la capital histórica del sexmo Navalmanzano, localidad que le da nombre. Además de estos núcleos de población, históricamente existieron otros, ya despoblados: Pelegudos, Gallegos, Losánez o Los Añes, Garci Sancho, Tirados y La Hirvienza.